# Rosyjska Partia Faszystowska

Flaga

Rosyjska Partia Faszystowska (ros. Российская фашистская партия) – faszystowskie ugrupowanie polityczne w Mandżukuo złożone z rosyjskich emigrantów (tzw. białych).

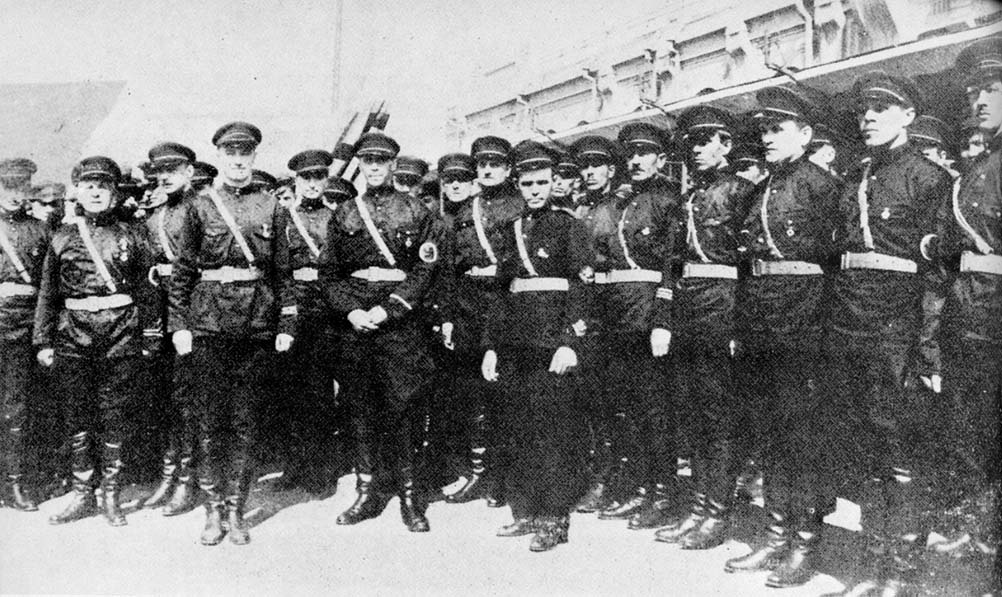
Milicja partyjna na stacji kolejowej w Harbinie w 1934 roku, w oczekiwaniu na przyjazd Konstantina Rodzajewskiego

## Zarys historyczny
Rosyjska Partia Faszystowska została utworzona 26 maja 1931 r. w Harbinie z inicjatywy Konstantina W. Rodzajewskiego, który objął funkcję sekretarza generalnego. Grupowała Rosjan, którzy byli zmuszeni opuścić kraj po zwycięstwie wojsk bolszewickich w wojnie domowej. W 1934 r. połączyła się z Wszechrosyjską Organizacją Faszystowską Anastasiosa A. Wonsiatskiego, zachowując dotychczasową nazwę. Na czele wspólnego ugrupowania stanął K. Rodzajewski. Wykorzystując działaczy partii, zorganizował międzynarodową sieć białych emigrantów z siedzibą w Harbinie i 26 placówkami w różnych państwach na całym świecie (najważniejsza znajdowała się w Nowym Jorku). Rosyjska Partia Faszystowska liczyła ok. 12 tys. członków w Mandżukuo. Prowadzili oni antykomunistyczną propagandę oraz dokonywali aktów sabotażu na przygranicznych terenach ZSRR. W ramach tych zadań członkowie ugrupowania zainstalowali ok. 3 km przed sowiecką granicą wielką świecącą swastykę, która symbolizowała ich siłę wymierzoną w sowieckie władze. W ramach przygotowań do planowanego ataku japońskiego na ZSRR od 1938 r. prowadzono szkolenie wojskowe w ramach tzw. Brygady Asano, która miała wraz z Armią Kwantuńską wkroczyć na obszary sowieckiego Dalekiego Wschodu i Syberii. Japońskie władze rozważały koncepcję utworzenia rosyjskiego marionetkowego państwa na granicy z Mandżukuo. Współpraca wojskowa z Japończykami trwała już od 1932 r., kiedy gen. mjr Kocumbara, szef japońskiego ośrodka wywiadowczego w Harbinie, zwrócił się do gen. Władimira D. Kośmina, jednego z przywódców Rosyjskiej Partii Faszystowskiej, z propozycją utworzenia rosyjskich oddziałów wojskowych. Odbywały one służbę patrolową na liniach kolejowych Mukden-Shanhaiguan i Jilin-Lafachan. Wielu członków partii brało udział w hiszpańskiej wojnie domowej po stronie gen. Francisco Franco; część pozostała w Hiszpanii i w trakcie II wojny światowej zasiliła szeregi formowanej przez Niemców Rosyjskiej Armii Wyzwoleńczej. Po wybuchu tej wojny K. Rodzajewski starał się doprowadzić do otwartego konfliktu z Sowietami, ale Japończycy powstrzymywali te starania. Działalność Rosyjskiej Partii Faszystowskiej zakończyła błyskawiczna sowiecka ofensywa na Mandżukuo w sierpniu 1945 r. Natomiast K. Rodzajewski, wierząc, że rządy Józefa Stalina ewoluują w kierunku nacjonalistycznym, poddał się dobrowolnie wkraczającej do Harbina Armii Czerwonej. Następnie powrócił do ZSRR z obietnicą pracy w jednej z gazet, ale natychmiast został aresztowany i skazany na śmierć.

## Program i organizacja
Rosyjska Partia Faszystowska wzorowała się na włoskich faszystach Benito Mussoliniego, używając swastyki jako swojego symbolu. Używała także symboliki carskiej Rosji. Głosiła ponadto hasła nacjonalistyczne i antysemickie; K. Rodzajewski był autorem broszury „Koniec Judasza” i książki „Współczesna judeizacja świata lub żydowski problem w XX w.”. Za głównego wroga uważano sowieckich komunistów, a za podstawowe zadanie uwolnienie od nich Rosji i przywrócenie dawnych rządów. Organami prasowymi ugrupowania były pisma „Nasza droga” i „Naród”.
K. Rodzajewski zorganizował swoją straż przyboczną, której członkowie nosili – za wzorem włoskich faszystów – czarne mundury z czarnymi pasami przez bluzę. Byli uzbrojeni w broń otrzymaną od Japończyków.